# Живот у затвору
Живот у затвору је концертни документарни филм режисера Илије Гајице, о концерту групе Dr. Project Point Blank Blues Band у затвору у Сремској Митровици.
Филм прати причу о бенду и њиховом концерту који је одржан 16. јануара 2005. године у затвору у Сремској Митровици. Издат је у форми ДВД.

## Списак песама
1. Rambling On My Mind
2. Poker Blues
3. Ain't No Letter
4. Lazy Mama
5. Sunny Sky
6. Flame Burning Blues
7. Move Your Body
8. Memphis
9. Sisters Of Mercy
10. I'm All Right
11. Mo Jo

### Бонус песме
1. Missy
2. I'll Be
3. So Many Roads
4. Long Distance Call

## Чланови групе
- Драгољуб Црнчевић - гитара и вокал
- Дарко Грујић - клавијатуре и вокал
- Зоран Миленковић - бас гитара
- Јован Пејчиновић - бубњеви